# Hernández (Nuevo México)
Hernández es un lugar designado por el censo ubicado en el condado de Río Arriba en el estado estadounidense de Nuevo México. En el Censo de 2010 tenía una población de 946 habitantes y una densidad poblacional de 214,85 personas por km².

## Geografía
Hernández se encuentra ubicado en las coordenadas 36°3′25″N 106°7′4″O / 36.05694, -106.11778. Según la Oficina del Censo de los Estados Unidos, Hernández tiene una superficie total de 4.4 km², de la cual 4.39 km² corresponden a tierra firme y (0.24%) 0.01 km² es agua.

## Demografía
Según el censo de 2010, había 946 personas residiendo en Hernández. La densidad de población era de 214,85 hab./km². De los 946 habitantes, Hernández estaba compuesto por el 52.22% blancos, el 0.32% eran afroamericanos, el 2.11% eran amerindios, el 0.42% eran asiáticos, el 0% eran isleños del Pacífico, el 43.23% eran de otras razas y el 1.69% pertenecían a dos o más razas. Del total de la población el 93.55% eran hispanos o latinos de cualquier raza.